# Carlo di Persano
Carlo Pellion di Persano (Vercelli, Piamonte, 11 de marzo de 1806 - Turín, 28 de julio de 1883) fue un marino y político italiano que sirvió en la marina de guerra del reino de Cerdeña y tuvo a su cargo la flota naval del reino de Italia que participó en la batalla de Lissa. 

## Biografía
Tras estudiar en la academia naval de Génova, Persano se unió a la marina sarda en 1821 y ascendió progresivamente en el escalafón naval, participando en las diversas luchas de la unificación italiana desde 1848, llegando a ser nombrado almirante de la flota entre 1860 y 1861, fecha cuando se crea la Regia Marina como fuerza naval del recién creado Reino de Italia. 
Persano entró posteriormente en la política y fue nombrado ministro de marina en 1862, luego en octubre de 1865 fue designado senador del Reino. 
Cuando en 1866 estalla la Guerra de las Siete Semanas entre Prusia y Austria, el joven Reino de Italia interviene en apoyo de Prusia, dirigiendo acciones bélicas contra el Imperio Austriaco en tierra y mar, para lo cual se le entrega el mando de la flota naval a Persano, quien en Otranto reúne a las unidades de la Regia Marina encargadas de estas operaciones y las dirige hacia el norte del Mar Adriático.
El 20 de julio de 1866, Persano dirige a la flota italiana en combate contra la flota imperial austriaca, en la batalla de Lissa, frente al litoral adriático. Pese a la superioridad numérica italiana, la lucha concluye con una completa victoria de la flota austriaca dirigida por el almirante Wilhelm von Tegetthoff. Apenas concluido el combate, Persano se comunicó con la jefatura del gobierno italiano mediante telégrafo indicando que la flota italiana había resultando vencedora, motivando una primera reacción de euforia en el país. 
Descubierta la mentira poco después debido a noticias de países neutrales, surgió un escándalo en Italia por la doble humillación de la derrota bélica y el posterior engaño de su máximo jefe naval, por lo que en octubre del mismo año el gobierno investigó la actuación de Persano; el mismo Persano fue enjuiciado de inmediato por "ineptitud y negligencia", siendo hallado culpable en abril de 1867.
Degradado del escalafón naval y luego expulsado de la Regia Marina tras su condena, Persano perdió también sus derechos a recibir pensión por los servicios prestados. Tras su retiro, el almirante en desgracia vivió pobremente, apoyado solo por una subvención pagada "a título personal" por el rey Víctor Manuel II en forma reservada.